# Mercy Achieng
Mercy Achieng (12 de agosto de 1992) es una futbolista keniana que juega en el Thika Queens y en la selección nacional de Kenia.
Jugó para Kenia en el Campeonato Femenino de la CAF 2016.
Anotó un gol para Kenia en la Copa COSAFA Femenina de 2017 en un partido contra Suazilandia.